# Nuoto artistico ai Giochi della XXXIII Olimpiade - Squadre
La gara a squadre del nuoto artistico dei Giochi della XXXIII Olimpiade si è svolta dal 5 al 7 agosto 2024 presso il Centro acquatico olimpico. Ha visto in gara 10 squadre provenienti da 10 nazioni. È la seconda edizione in cui venne utilizzata la nuova denominazione "nuoto artistico", decisa dalla Federazione internazionale del nuoto (FINA) nel 2017, in sostituzione della precedente "nuoto sincronizzato".

## Programma
| Data          | Ora (UTC+9) | Turno            |
| ------------- | ----------- | ---------------- |
| 5 agosto 2024 | 19:30       | Prova Tecnica    |
| 6 agosto 2024 | 19:30       | Prova Libera     |
| 7 agosto 2024 | 19:30       | Prova Acrobatica |

## Risultati[2]
| Rank    | NOC | Tecnico  | Libero   | Acrobatico | Totale   |
| ------- | --- | -------- | -------- | ---------- | -------- |
|         | CinaChang Hao Feng Yu Wang Ciyue Wang Liuyi Wang Qianyi Xiang Binxuan Xiao Yanning Zhang Yayi                                                          | 313.5538 | 398.8917 | 283.6934   | 996.1389 |
|         | Stati UnitiAnita Alvarez Jaime Czarkowski Megumi Field Keana Hunter Audrey Kwon Jacklyn Luu Daniella Ramirez Ruby Remati                               | 282.7567 | 360.2688 | 271.3166   | 914.3421 |
|         | SpagnaTxell Ferré Marina García Polo Lilou Lluís Valette Meritxell Mas Alisa Ozhogina Paula Ramírez Iris Tió Blanca Toledano                           | 287.1475 | 346.4644 | 267.1200   | 900.7319 |
| 4       | FranciaLaelys Alavez Anastasia Bayandina Ambre Esnault Laura Gonzalez Romane Lunel Eve Planeix Charlotte Tremble Laura Tremble                         | 277.7925 | 340.0561 | 268.8001   | 886.6487 |
| 5       | GiapponeMoe Higa Moeka Kijima Uta Kobayashi Tomoka Sato Ayano Shimada Ami Wada Mashiro Yasunaga Megumu Yoshida                                         | 284.9017 | 343.0291 | 252.7533   | 880.6841 |
| 6       | CanadaScarlett Finn Audrey Lamothe Jonnie Newman Raphaelle Plante Kenzie Priddell Claire Scheffel Jacqueline Simoneau Florence Tremblay                | 262.4808 | 343.6854 | 253.0567   | 859.2229 |
| 7       | MessicoRegina Alférez Fernanda Arellano Nuria Diosdado Itzamary González Joana Jiménez Samanta Rodríguez Jessica Sobrino Pamela Toscano                | 242.9491 | 347.3874 | 263.4567   | 853.7932 |
| 8       | ItaliaLinda Cerruti Marta Iacoacci Sofia Mastroianni Enrica Piccoli Lucrezia Ruggiero Isotta Sportelli Giulia Vernice Francesca Zunino                 | 277.8304 | 326.1500 | 241.9866   | 845.9670 |
| 9       | AustraliaCarolyn Rayna Buckle Georgia Courage-Gardiner Raphaelle Gauthier Kiera Gazzard Margo Joseph-Kuo Anastasia Kusmawan Zoe Poulis Milena Waldmann | 235.9071 | 280.5521 | 211.9766   | 728.4358 |
| 10      | EgittoFarida Abdelbary Mariam Ahmed Nadine Barsoum Amina Elfeky Hanna Hiekal Salma Marei Sondos Mohamed Nehal Saafan                                   | 242.7651 | 243.9896 | 219.2267   | 705.9814 |
| Source: | |          |          |            |          |